# Geoffrey Chaucer
Geoffrey Chaucer (ur. ok. 1343, możliwe że w Londynie, zm. 25 października 1400) – angielski poeta, filozof i dyplomata.

## Życiorys
Ojciec i dziadek Chaucera byli dostawcami win na potrzeby dworu królewskiego. Jego rodzina od pokoleń zajmowała się dostawami win w Ipswich. Pierwsza wzmianka w aktach o jego rodzinie pojawia się w 1324 roku. Wtedy to John Chaucer (zm. ok. 1368 roku), 12-letni wówczas ojciec Geoffreya, został porwany przez ciotkę, która chciała go zmusić do małżeństwa z jej córką w celu utrzymania posiadłości w Ipswich. Sprawa trafiła do sądu i ciotka zmuszona została do zapłacenia kaucji w wysokości £250, co świadczy o majętności rodziny Chaucera – należącej do klasy średniej lub nawet do elity angielskiej.
John poślubił Agnes Copton, która w roku 1349 dziedziczy majątek (ok. 24 sklepy w Londynie) po swoim wuju, Homo de Copton, który był nazywany „bankierem” w Tower of London.
Bardzo niewiele wiadomo o dzieciństwie Chaucera. Jedyną informacją jest ta, że został przyjęty jako paź na dworze hrabiny Ulster, Elżbiety de Burgh. Okres studiów też jest mało poznany, lecz jak sądzi E. Rockert, poeta studiował prawo w Inner Temple w Londynie.
Otrzymał niezwykle staranne wykształcenie.
Kiedy w 1359 Edward III (w początkach wojny stuletniej) najechał Francję, Chaucer podróżował z Lionelem z Antwerpii, mężem hrabiny Ulster Elżbiety, należąc do angielskiej armii. W roku 1360 został schwytany do niewoli przy oblężeniu Reims. Edward zapłacił za niego okup w wysokości £16.
Jego życie jest słabo znane, lecz prawdopodobne jest, że podróżował po Francji, Hiszpanii, Flandrii jako negocjator ds. handlowych (lub, jak mówią niektórzy, szpieg).
Około 1366 ożenił się z Philippą (de) Roet w kościele St. Mary de Castro w Leicester. Jego małżonka była damą dworu żony Edwarda III, Filipy de Hainault, a także siostrą Katherine Swynford, późniejszej trzeciej żony przyjaciela i patrona Chaucera, Jana z Gandawy. Także liczba dzieci Chaucera i Philippy jest problematyczna, najczęściej przyjmuje się, że mieli troje lub czworo.
20 czerwca 1367 Chaucer zostaje przyjęty na dwór królewski Edwarda III jako valet albo „esquire” (dawne tytuły szlacheckie w Anglii), ta pozycja sprawiała, że dużo podróżował, jedno z miejsc które odwiedził to Pikardia (rok 1368). W roku 1369 wraz z ekspedycją wojskową przybył do Genui a w 1373 do Florencji. To właśnie tu wszedł w kontakt ze średniowieczną literaturą włoską oraz z dziełami znanych pisarzy i poetów włoskich, których wątki wykorzysta później w swej twórczości. Jednak jego podróże nie były na tyle długie, żeby nauczył się języka włoskiego. Kiedy wrócił z podróży w 1374 roku, objął stanowisko Głównego Inspektora Ceł w porcie londyńskim (ang. Comptroller of Customs and Subsides). Pracował tu bardzo długo jak na ówczesne warunki, bo 12 lat. Tego samego roku w dzień Św. Jerzego Edward III przeznaczył dla niego 1 galon wina dziennie za zasługi (później wymienił go na wypłaty pieniężne).
W 1377 roku Chaucer wybiera się w tajemniczą podróż, późniejsze dokumenty mówią, że wyruszył wraz z Jeanem Froissartem z misją dyplomatyczną, która miała na celu ożenek przyszłego Ryszarda II z francuską księżniczką (małżeństwo to miało skończyć wojnę stuletnią). Misja okazała się niepowodzeniem, do koligacji nie doszło.
Kolejna wzmianka ma miejsce w aktach sądowych z 4 maja 1380 w sprawie gwałtu lub porwania (widniejące w nich łacińskie słowo „raptus” sprawia badaczom duże trudności interpretacyjne) Cecylii Chaumpagne. Sprawa jednak szybko ucichła i nie pozostawiła śladu na reputacji Chaucera.
Kiedy jeszcze pracował jako Główny Inspektor Ceł, przeprowadził się do Kentu. Tam przyjął posadę Komisarza Pokoju dla Kentu (ang. The Commissioners of Peace for Kent). Został także członkiem Parlamentu z ramienia Kent w 1386 roku. Rok później, w 1387, umarła jego żona Philippa.
12 lipca 1389 został powołany na Dyrektora Robót Publicznych Korony (ang. Clark of the King’s Works). Za jego kadencji, która trwała niespełna 3 lata, nie było żadnych dużych nowych projektów, choć remontował Pałac Westminsterski, Kaplicę św. Jerzego oraz Zamek w Windsorze, a także kontynuował budowę nabrzeża Tower of London oraz organizował turniej z 1390 roku. Była to trudna praca, ale dobrze płatna – otrzymywał za nią 2 szylingi dziennie, aż trzykrotnie więcej niż jako Inspektor. We wrześniu roku 1390 jak mówią zapisy został napadnięty i prawdopodobnie zraniony. 17 czerwca 1391 odszedł z tego stanowiska.
Umarł w niewyjaśnionych okolicznościach 25 października 1400. Pewne spekulacje można znaleźć w książce Terry’ego Jonesa Who Murdered Chaucer?: A Medieval Mystery, w której autor stawia argumenty, że Chaucer mógł zostać zamordowany przez wrogów Ryszarda II, albo na zlecenie jego następcy Henryka IV.

## Twórczość
W historii literatury angielskiej Chaucer uważany jest za najważniejszego autora późnego średniowiecza. W swojej twórczości odwoływał się do literatury greckiej, rzymskiej i wczesnośredniowiecznej: używał konwencji miłości dworskiej (amour courtois), motywów mitologicznych, snu, alegorii, postaci i sytuacji o tle zarówno klasycznym, jak i chrześcijańskim.

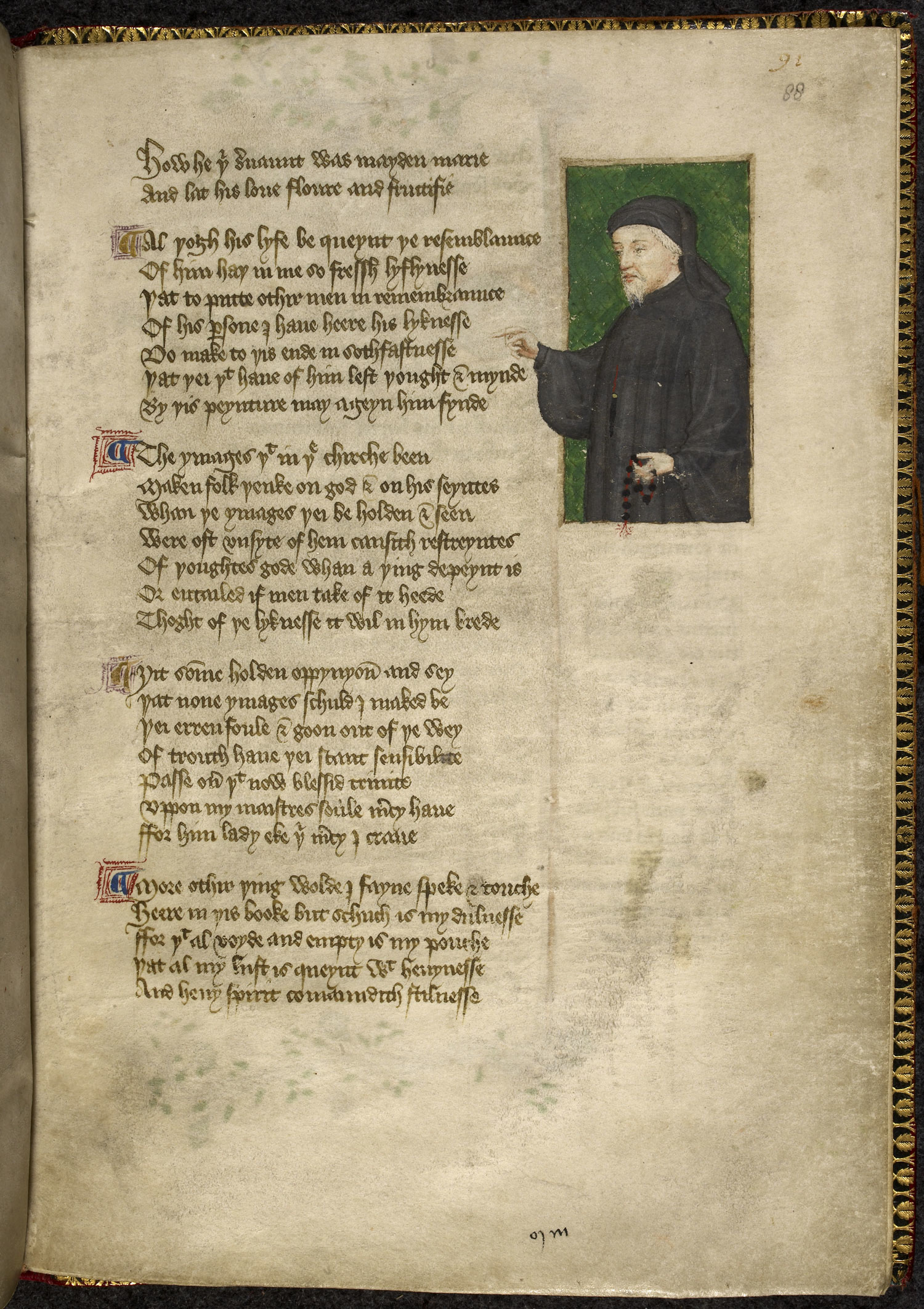
Portret Chaucera autorstwa Thomasa Hoccleve'a, 1412

Chaucer wprowadził do literatury angielskiej nowe techniki. W  The Parliament of Fowls jako pierwszy zastosował siedmiowersową strofę o rymach ababbcc nazwaną później strofą królewską. Do innych osiągnięć Chaucera w dziedzinie poezji należą wprowadzenie strofy spenseriańskiej, kupletu heroicznego oraz przeszczepienie ballady na grunt angielski. Twórczość Chaucera charakteryzowała się przede wszystkim dużą dawką humoru i stosowaniem żywych technik retorycznych (konwersacja, dialog), dzięki czemu jego poezja uniknęła monotonii cechującej pozostałe utwory tego okresu.

### Dzieła
Najważniejszym i najbardziej znanym dziełem Chaucera są Opowieści kanterberyjskie (The Canterbury Tales) – kolekcja różnorodnych pod względem stylu, tematyki i stosowanych gatunków opowieści. Inne to: Czytanie o Dobrych Paniach (The Legend of Good Women), Sejm ptasi (The Parliament of Fowles), Księga Księżnej (The Book of Duchess), Troilus i Criseyda.